# Chính phủ Nguyễn Tấn Dũng lần 3
Chính phủ Nguyễn Tấn Dũng lần 3, hay còn được gọi là Chính phủ Quốc hội khóa XIII là một chính phủ được Quốc hội khóa XIII phê chuẩn thông qua.
Người đứng đầu chính phủ là Thủ tướng Nguyễn Tấn Dũng. Việc tái bổ nhiệm ông, cũng như bầu ra những thành viên Chính phủ khác đã được Quốc hội thực hiện tại Kỳ họp thứ 1, Quốc hội khóa XIII và việc bổ nhiệm đã được phê chuẩn sau đó.

## Thành lập
Kỳ họp thứ nhất Quốc hội khóa XIII họp từ ngày 21 tháng 7 đến ngày 5 tháng 8 năm 2011.Tại kỳ họp này, Quốc hội đã bầu ban lãnh đạo và thành viên của Chính phủ.

### Danh sách thành viên Chính phủ (2011-2016)
Tại kì họp thứ 11, Quốc hội khóa XIII, Quốc hội đã kiện toàn các chức danh lãnh đạo chủ chốt sau Đại hội Đảng XII, trong đó có Chính phủ. Tính đến tháng 4 năm 2016, hầu như tất cả các thành viên Chính phủ nàybđều là Ủy viên Ban Chấp hành Trung ương Đảng Cộng sản Việt Nam (trừ Bộ trưởng Bộ Y tế), trong đó 6 người là Ủy viên Bộ Chính trị.
| Thành viên Chính phủ Quốc hội khóa XIII | Thành viên Chính phủ Quốc hội khóa XIII                             | Thành viên Chính phủ Quốc hội khóa XIII                                                                          | Thành viên Chính phủ Quốc hội khóa XIII                                               |
| --- | ------------------------------------------------------------------- | --- | ------------------------------------------------------------------------------------- |
| Lãnh đạo Chính phủ – quản lý toàn diện mọi hoạt động thuộc chức năng, nhiệm vụ, quyền hạn của Chính phủ Chức vụ đã thay thế trong nhiệm kì Quốc hội Chức vụ giữ nguyên từ nhiệm kì Quốc hội trước |                                                                     | |                                                                                       |
| Nguồn: |                                                                     | |                                                                                       |
| Chức vụ Nội dung phụ trách & Ngày nhậm chức | Đuơng chức                                                          | Chức vụ Nội dung phụ trách & Ngày nhậm chức                                                                      | Đuơng chức                                                                            |
| – Thủ tướng Chính phủ Nhậm chức lần đầu 27 tháng 6 năm 2006 Nhậm chức 26 tháng 7 năm 2011 | Thủ tướng đương nhiệm Nguyễn Tấn Dũng từ Cà Mau                     | – Phó Thủ tướng Chính phủ Nhậm chức 3 tháng 8 năm 2011                                                           | Bộ trưởng, Chủ nhiệm Văn phòng Chính phủ Nguyễn Xuân Phúc từ Quảng Nam                |
| – Phó Thủ tướng Chính phủ Phụ trách Kinh tế ngành Nhậm chức 2 tháng 8 năm 2007 | Bộ trưởng Bộ Công nghiệp Hoàng Trung Hải từ Thái Bình               | – Phó Thủ tướng Chính phủ Phụ trách Y tế, Khoa giáo - Văn xã Nhậm chức 13 tháng 11 năm 2013                      | Bộ trưởng, Chủ nhiệm Văn phòng Chính phủ Vũ Đức Đam từ Hải Dương                      |
| – Phó Thủ tướng Chính phủ Phụ trách Kinh tế tổng hợp Nhậm chức 3 tháng 8 năm 2011 | Bộ trưởng Bộ Tài chính Vũ Văn Ninh từ Nam Định                      | – Phó Thủ tướng Chính phủ Phụ trách Nội chính, Ngoại giao Nhậm chức 13 tháng 11 năm 2013                         | Bộ trưởng Bộ Ngoại giao Phạm Bình Minh từ Nam Định                                    |
| Cơ quan cấp bộ |                                                                     | |                                                                                       |
| – Bộ trưởng Bộ Quốc phòng Nhậm chức 27 tháng 6 năm 2006 | Tổng tham mưu trưởng Phùng Quang Thanh từ Hà Nội                    | – Bộ trưởng Bộ Công an Nhậm chức 3 tháng 8 năm 2011                                                              | Thứ trưởng Trần Đại Quang từ Ninh Bình                                                |
| – Bộ trưởng Bộ Nội vụ Nhậm chức 3 tháng 8 năm 2011 | Thứ trưởng Nguyễn Thái Bình từ Trà Vinh                             | – Bộ trưởng Bộ Ngoại giao Nhậm chức 3 tháng 8 năm 2011                                                           | Thứ trưởng Thường trực Phạm Bình Minh từ Nam Định                                     |
| – Bộ trưởng Bộ Kế hoạch và Đầu tư Nhậm chức 3 tháng 8 năm 2011 | Thứ trưởng Bùi Quang Vinh từ Hà Nội                                 | – Bộ trưởng Bộ Tài chính Nhậm chức 24 tháng 5 năm 2013                                                           | Tổng Kiểm toán nhà nước Đinh Tiến Dũng từ Ninh Bình                                   |
| – Bộ trưởng Bộ Công Thương Nhậm chức 2 tháng 8 năm 2007 | Cựu Thứ trưởng Vũ Huy Hoàng từ Hải Phòng                            | – Bộ trưởng Bộ Nông nghiệp và Phát triển nông thôn Quyền Bộ trưởng từ tháng 7/2004 Nhậm chức 3 tháng 11 năm 2004 | Thứ trưởng Thường trực Cao Đức Phát từ Nam Định                                       |
| – Bộ trưởng Bộ Giao thông Vận tải Nhậm chức 3 tháng 8 năm 2011 | Chủ tịch Hội đồng thành viên PetroVietnam Đinh La Thăng từ Nam Định | – Bộ trưởng Bộ Xây dựng Nhậm chức 3 tháng 8 năm 2011                                                             | Thứ trưởng Trịnh Đình Dũng từ Hà Nội                                                  |
| – Bộ trưởng Bộ Thông tin và Truyền thông Nhậm chức 3 tháng 8 năm 2011 | Cựu Trợ lý Chủ tịch nước Nguyễn Bắc Son từ Hà Nội                   | – Bộ trưởng Bộ Lao động – Thương binh và Xã hội Nhậm chức 3 tháng 8 năm 2011                                     | Phó Chủ nhiệm Thường trực Ủy ban Kiểm tra Trung ương Phạm Thị Hải Chuyền từ Bắc Giang |
| – Bộ trưởng Bộ Văn hóa, Thể thao và Du lịch Nhậm chức 2 tháng 8 năm 2007 | Tổng cục trưởng Tổng cục Du lịch Hoàng Tuấn Anh từ Quảng Nam        | – Bộ trưởng Bộ Khoa học và Công nghệ Nhậm chức 3 tháng 8 năm 2011                                                | Thứ trưởng Thường trực Nguyễn Quân từ Thái Bình                                       |
| – Bộ trưởng Bộ Giáo dục và Đào tạo Nhậm chức 17 tháng 6 năm 2010 | Thứ trưởng Thường trực Phạm Vũ Luận từ Hà Nội                       | – Bộ trưởng Bộ Y tế Nhậm chức 3 tháng 8 năm 2011                                                                 | Thứ trưởng Nguyễn Thị Kim Tiến từ Hà Tĩnh                                             |
| – Bộ trưởng Bộ Tài nguyên và Môi trường Nhậm chức 3 tháng 8 năm 2011 | Thứ trưởng Thường trực Nguyễn Minh Quang từ Hà Tĩnh                 | – Bộ trưởng Bộ Tư pháp Nhậm chức 2 tháng 8 năm 2007                                                              | Cựu Thứ trưởng Thường trực Hà Hùng Cường từ Vĩnh Phúc                                 |
| Cơ quan ngang bộ |                                                                     | |                                                                                       |
| Chức vụ Nội dung phụ trách & Ngày nhậm chức | Đương chức                                                          | Chức vụ Nội dung phụ trách & Ngày nhậm chức                                                                      | Đương chức                                                                            |
| – Bộ trưởng, Chủ nhiệm Văn phòng Chính phủ Nhậm chức 14 tháng 11 năm 2013 | Phó Trưởng ban Tuyên giáo Trung ương Nguyễn Văn Nên từ Tây Ninh     | – Bộ trưởng, Chủ nhiệm Ủy ban Dân tộc Nhậm chức 2 tháng 8 năm 2007                                               | Cựu Chủ tịch Ủy ban nhân dân tỉnh Giàng Seo Phử từ Lào Cai                            |
| – Tổng Thanh tra Chính phủ Nhậm chức 3 tháng 8 năm 2011 | Cựu Chủ tịch Ủy ban nhân dân tỉnh Huỳnh Phong Tranh từ Hậu Giang    | – Thống đốc Ngân hàng Nhà nước Việt Nam Nhậm chức 3 tháng 8 năm 2011                                             | Cựu Phó Thống đốc Nguyễn Văn Bình từ Hà Tĩnh                                          |